# 月桂酸甘油酯
月桂酸甘油酯（英語：glycerol monolaurate，或 Monolaurin，缩写GML）是一种单酸甘油酯，可看做一分子月桂酸和甘油形成的酯，化学式C15H30O4，存在于在椰子油中。

## 合成
月桂酸甘油酯可由甘油-1,2-碳酸酯和月桂酸在三乙胺催化下反应制得。